# 柴航路橋
柴航路橋（しばこうろきょう）は、神奈川県横浜市金沢区に架かる国道357号の橋梁で、金沢八景大橋、マリンゲートとともに八景島と対岸を結ぶ橋の一つである。

## 歴史
神奈川県内の国道357号は1977年に都県境と金沢区柴町の間が都市計画決定され、その後1988年に都県境～横須賀市夏島町間に変更された。金沢柴町交差点から南進し、全長約630mの柴高架橋、260mの柴航路橋、110mの八景島トンネルとその先200mほどの土工部までは1993年に暫定開通した。八景島の島内は一般車両の乗り入れはできず、この区間は横浜・八景島シーパラダイスへの観光バスおよび関係車両、歩行者のみ通行可能である。島内には宿泊施設（ホテル シーパラダイス イン）があるが、歩道はテーマパークの閉園時間は閉鎖される。八景島以南は全長約600mの金沢航路橋（仮称）、1,600mの夏島高架橋を介し追浜夏島線と接続する計画である。2018年2月19日、国土交通省はこの区間の建設に向け、夏島交差点の改良工事に着手する旨を関係自治体に伝えた。

## 設計

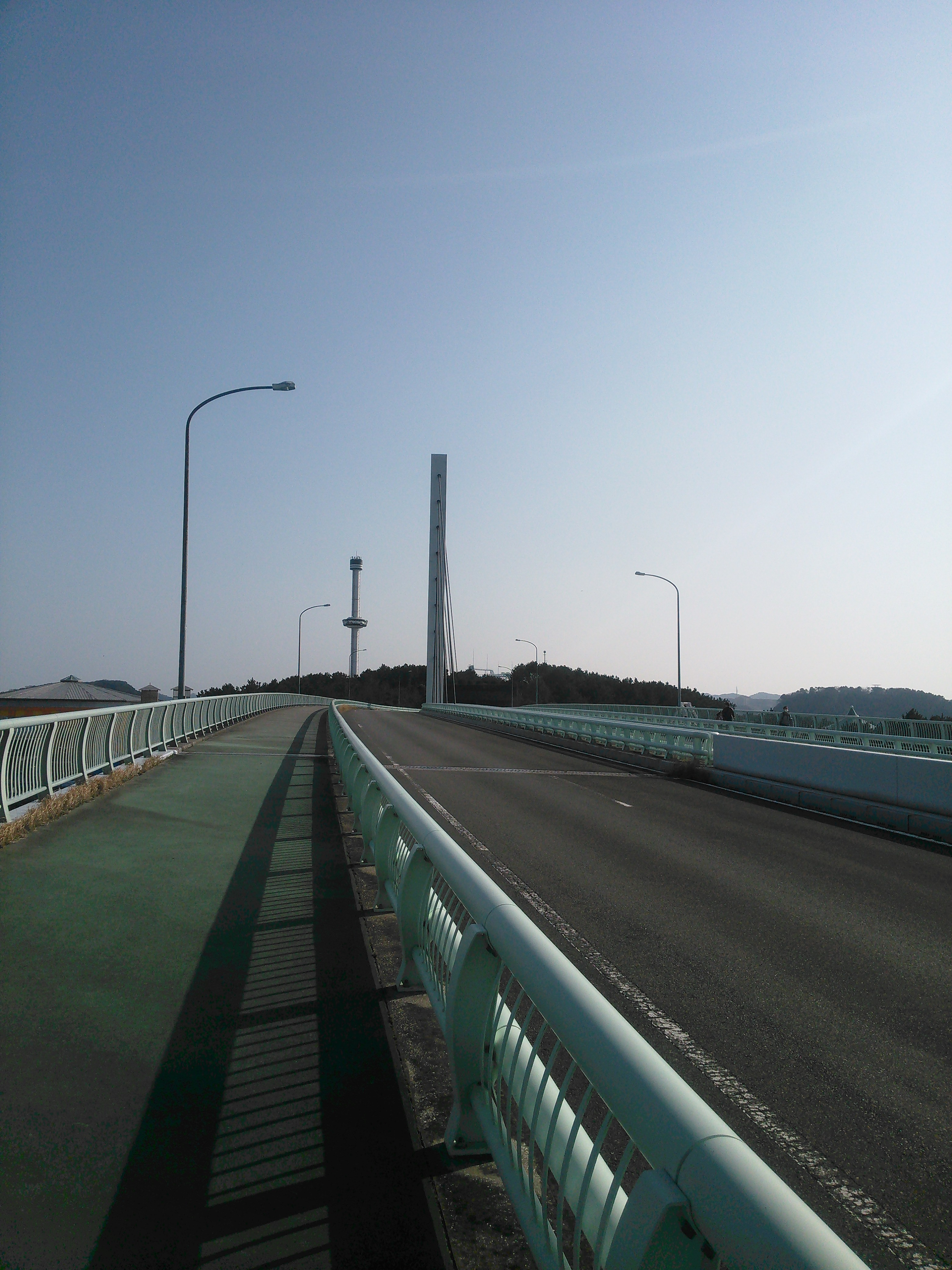
福浦側より八景島方面を望む

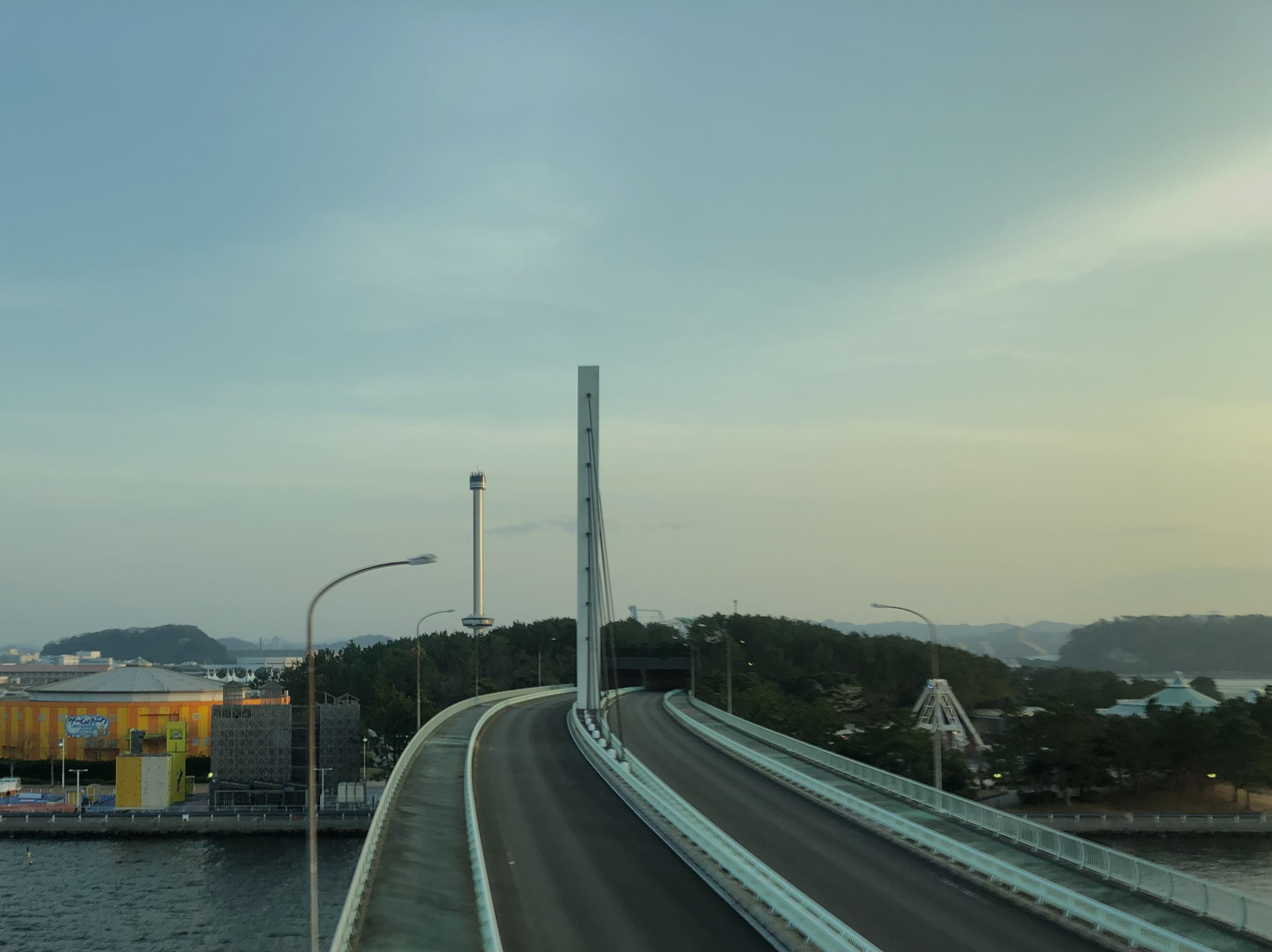
金沢シーサイドラインから望む（2021年3月）

柴航路は柴漁港およびヨットハーバーと東京湾とを結ぶ幅110mほどの航路で、漁船やクルーザーなど小型船舶の航行が多い。埋立地内を真南に進んできた国道357号は、本橋にてやや西に緩くカーブする。建設にあたっては航路限界の確保、また八景島トンネルの施工基面高などの制約からコンクリート橋は建設できない。桁橋、アーチ橋、斜張橋の3案から検討した結果、航路の制限や経済性など構造的な合理性から斜張橋が採用された。デザインの選定には、学識経験者や関係機関による景観検討委員会が設立され、港湾のゲートとしての性質を持たせるものの、横浜ベイブリッジのような高いシンボル性を持たせるより周囲の景観に調和させ、テーマパークのわき役となるようシンプルな意匠とする基本方針が示された。主塔の構造について、ケーブルを中央分離帯に1面張る場合と、両サイドの路側帯方向に2面張る場合で検討した結果、1面では主塔1本、2面ではA字型ラーメン構造（類似の構造に、永歳橋などがある）が望ましいとの評価が得られ、本橋ではケーブルを1面とすることが有利と判断された。ケーブルの形状は、8本を等間隔で張る「多段ハープ型」、主塔から橋桁に向かって広がる「多段ファン型」、太径ケーブル3本を使用した「ハープ型」の3案が検討され、経済性、施工の容易さおよび、カーブ区間の走行車両の視覚的圧迫感から最終的に主塔1本・ケーブル1面の多段ハープ型が採用された。
高さ45mの主塔は八景島側に建てられ、対岸の福浦側との間の支間長は150.3m。航路部分の桁下は9mの高さが確保された。反対側の支間長は、八景島内の橋脚まで75m、その先の土工部まで34.4m。車道は往復各2車線（幅8.25m×2）で、両側に幅3.5mの樹脂モルタルカラー舗装された歩道がつく。鋼重は3761トン。